# Sasaki Kojirō

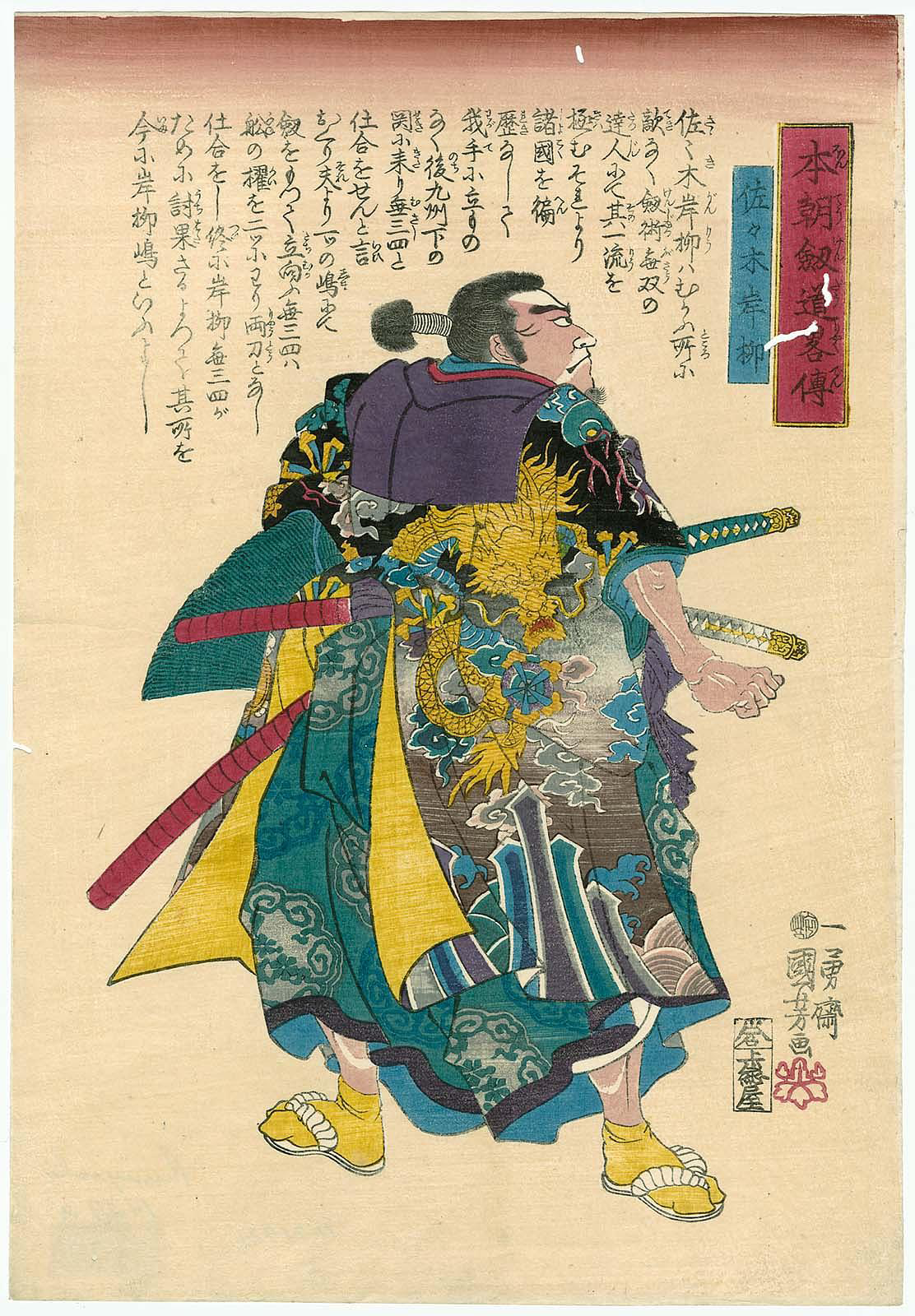
Sasaki Ganryû (Sasaki Kojiro) von Utagawa Kuniyoshi (1845)

Sasaki Kojirō (jap. 佐々木 小次郎; * 1586 (?); † 13. April 1612) war einer der berühmtesten Samurai Japans.

## Herkunft
Sasaki Kojiros Herkunft ist weitgehend unbekannt, man vermutet lediglich, dass er im Chūjō-ryu-Kampfstil von Kanemaki Jisai unterwiesen wurde. Später gründete er eine eigene Schwertkampfschule namens Ganryu. Er war berühmt für seine Kampftechnik des Tsubame-gaeshi (燕返し, dt. Schwalbenkonter), auch Schwalbenschwanz-Konter genannt.  Die Technik wurde von den Bewegungen eines Schwalbenschwanzes im Kampf beeinflusst. Als Waffe nutzte er bei seinen Duellen ein Nodachi, ein sehr langes Zweihandschwert.

## Duell mit Miyamoto Musashi

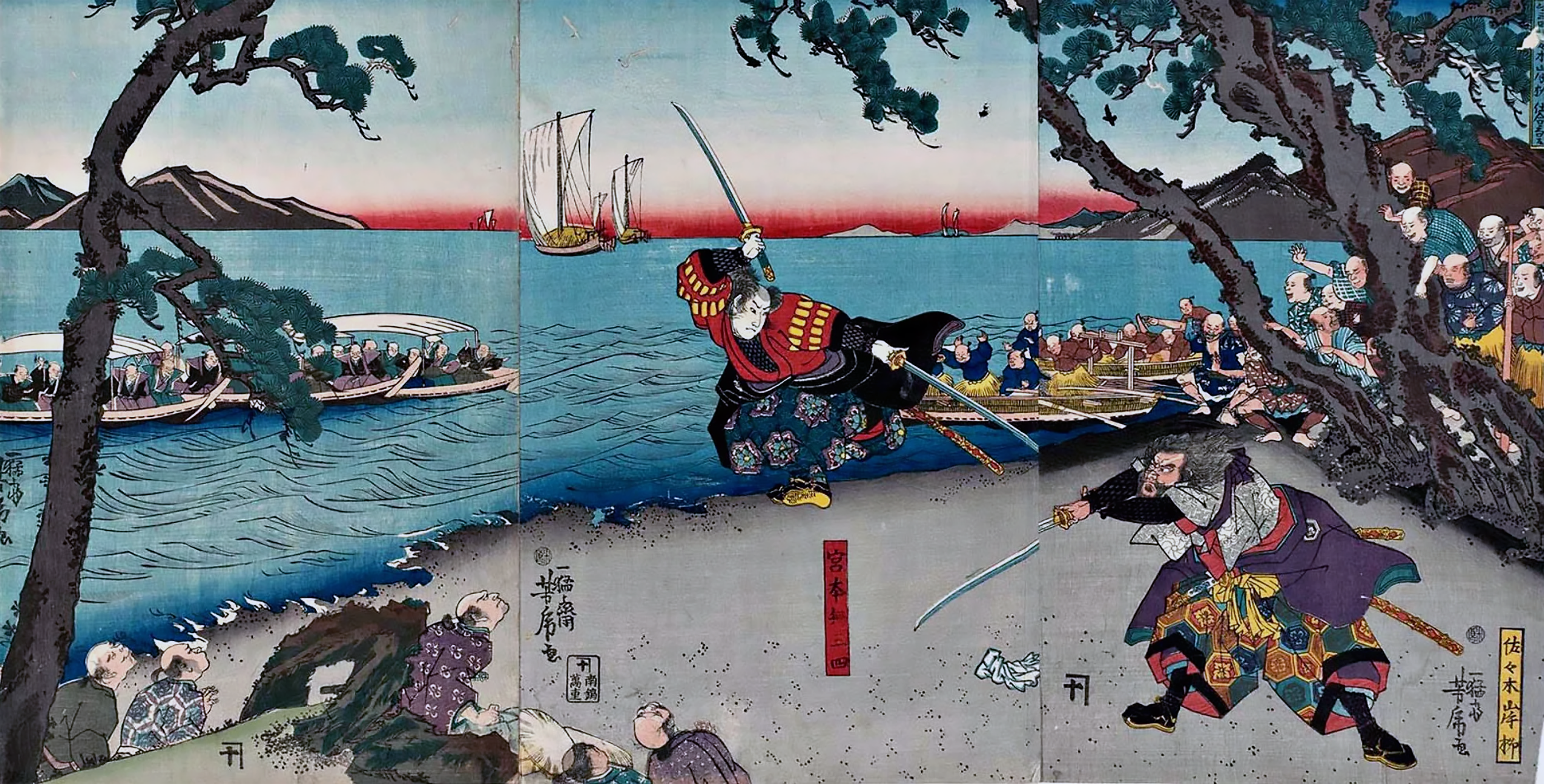
Duell von Miyamoto Musashi (links) und Sasaki Kojirō auf Ganryu-jima.

Kojirōs Bekanntheit gründet sich größtenteils auf sein Duell mit Miyamoto Musashi im Jahre 1612. Es fand am Morgen des 13. Aprils statt und wird in Büchern und Dokumentationen wie folgt beschrieben:
Das Duell war um 8 Uhr morgens auf der kleinen Insel Funajima vereinbart worden. Kojiro erschien pünktlich, aber Musashi war noch nicht anwesend. Während Kojiro wartete, hatte das Duell für Musashi bereits begonnen. Er wusste, dass sein spätes Erscheinen Kojiro aus dem Konzept bringen würde. Da Kojiro mit seinem Nodachi, welches länger als jedes Katana ist, den Reichweitenvorteil auf seiner Seite hatte, entwarf Musashi ein Holzschwert, das noch ein Stück länger war als ein Nodachi. Er schnitzte es aus dem Ersatzruder des Bootes, welches ihn zum Duell brachte. Mit etwa zwei Stunden Verspätung kam Musashi an, Holzschwert statt Katana in der Hand. Kojiros gestaute Wut entlud sich, er schrie Musashi an: "Du hast Dich verspätet. Warst wohl zu feige?". Im nächsten Moment riß er sein Nodachi aus der Schwertscheide und schleuderte diese ins Meer, worauf Musashi ihm lächelnd erwiderte: "Du hast schon verloren! Oder würde der Sieger seine Schwertscheide wegwerfen?". Von Musashis Provokation weiter verärgert, schlug Kojiro zu. Er streifte den Knoten von Musashis Hachimaki-Tuch und wurde im nächsten Moment von dessen Holzschwert mit einem Schlag auf den Schädel niedergestreckt. Kojiro lag am Boden, während Musashi noch in Kampfstellung neben ihm stand. Aus liegender Position erhob Kojiro sein Schwert und brachte Musashi eine Wunde am Oberschenkel bei, bevor er von einem weiteren Hieb des Holzschwertes auf den Brustkorb getroffen wurde und unmittelbar an den Folgen verstarb.
Es sollte Musashis letztes Duell gewesen sein. Das von ihm entworfene Holzschwert war zu jener Zeit ein Unikat und wurde später als Suburitō (Holzschwert, welches länger und schwerer als ein herkömmliches Bokken ist) bekannt. Die Insel Funajima wurde aus Respekt vor Kojiro fortan Ganryujima genannt.

## Sasaki Kojiro in der Kultur
Wie die meisten namhaften Samurai seiner Ära wurde auch Sasaki Kojiro an verschiedenen Stellen dargestellt:
- In dem Roman Musashi von Eiji Yoshikawa nimmt er eine zentrale Rolle ein. Sein Leben wird in einem parallelen Handlungsstrang beschrieben.
- In diversen Verfilmungen seiner Geschichte oder der von Miyamoto Musashi. Beispielsweise in Zoku Miyamoto Musashi: Ichijōji no kettō (Samurai 2: Duell am Ichijoji Tempel; 1955; Regie/Drehbuch: Hiroshi Inagaki).
- Im Manga Vagabond nimmt er neben Musashi eine zentrale Rolle ein und wird hier als taub dargestellt.
- Tachibana Ukyo aus dem Computerspiel Samurai Shodown ist Kojiro nachempfunden – genauso wie die Figur Haōmaru Miyamoto Musashi nachempfunden ist.
- Im Anime Fate/stay night hat Sasaki Kojirō ebenfalls die Rolle einer Nebenfigur eingenommen.
- Im Videospiel Brave Fencer Musashiden wurde der Erzrivale des Protagonisten (Musashi) nach ihm benannt.
- Im Anime Record of Ragnarok ist Sasaki Kojiro einer der 13 Kämpfer für die Seite der Menschheit. Hier tritt er gegen den Gott Poseidon an.